# Hôpital André Mignot
Hôpital André Mignot este un spital didactic din Le Chesnay. Face parte din Centre Hospitalier de Versailles și este un spital didactic al Universitatea Versailles.
A fost creat în 1981.